# 苦皮藤
苦皮藤（学名：Celastrus angulatus）为卫矛科南蛇藤属的植物，为中国的特有植物。分布于中国大陆的贵州、四川、陕西、江西、广东、甘肃、河北、云南、湖北、广西、江苏、湖南、山东、河南、安徽等地，生长于海拔1,000米至2,500米的地区，多生长在山地丛林以及山坡灌丛中，目前尚未由人工引种栽培。

## 别名
苦树皮（山东） 马断肠、老虎麻（中国高等植物图鉴） 棱枝南蛇藤（华北经济植物志） 苦皮树、老麻藤（吴长春、浙江植物名录）